# Сергиево-Посадская агломерация
Се́ргиево-Поса́дская агломера́ция (ранее была известна как Заго́рская агломера́ция) — городская агломерация, с центром в городе Сергиев Посад, занимает всю южную часть территории Сергиево-Посадского района Московской области. Население агломерации превышает 210 тысяч человек, почти половина населения проживает в её центре — городе Сергиев Посад.

## Состав агломерации
Состав агломерации приводится в соответствии со статьёй Е. Н. Перцика и А. Г. Махровой «Агломерации второго порядка в Московском столичном регионе: развитие, границы, взаимосвязи» (в тематическом сборнике: Московский столичный регион. М.: Мысль, 1988.).
| тип н.п. | Название        | Население |
| -------- | --------------- | --------- |
| город    | Сергиев Посад   | ↘98 251   |
| город    | Хотьково        | ↘20 468   |
| город    | Пересвет        | ↘11 434   |
| город    | Краснозаводск   | ↘14 290   |
| пгт      | Богородское     | ↘9693     |
| пгт      | Скоропусковский | ↘6391     |
| ВСЕГО    | ВСЕГО           | 160 527   |

Доля городского населения составляет свыше 78 % населения агломерации.
Помимо указанных населённых городских пунктов в состав агломерации входит ряд населённых пунктов формально сельского типа, но обладающих большой численностью населения и городским обликом. К их числу в первую очередь относится Реммаш — фактически посёлок городского типа с населением свыше 7 тысяч человек, село Шеметово (в его составе городской микрорайон Новый МосНПО Радон) населением свыше 4 тысяч жителей, посёлок Лоза (с филиалом ВНИИПП) населением около 3 тысяч человек, село Сватково (при бывшей Загорской птицефабрике) с микрорайоном домов городского типа и населением свыше 2 тысяч человек, посёлки Мостовик (при заводе мостовых конструкций) и Бужаниново (при крупной железнодорожной станции) каждый с населением около 2 тысяч жителей, а также имеющие городской облик посёлок санатория «Загорские Дали» и деревня Жучки (население каждого из них приближается к 2 тысячам).
| наименование муниципального образования | тип муниципального образования | площадь на 1.01.2009, км² | население |
| --------------------------------------- | ------------------------------ | ------------------------- | --------- |
| Сергиев Посад                           | городское поселение            | 230,78                    | ↘108 887  |
| Хотьково                                | городское поселение            | 126,25                    | ↘24 671   |
| Краснозаводск                           | городское поселение            | 33,63                     | ↘14 198   |
| Пересвет                                | городское поселение            | 28,83                     | ↘13 706   |
| Богородское                             | городское поселение            | 68,16                     | ↘9473     |
| Скоропусковский                         | городское поселение            | 17,08                     | ↘6649     |
| Реммаш                                  | сельское поселение             | 21,50                     | ↘7027     |
| Березняковское                          | сельское поселение             | 11,87                     | ↘6764     |
| Шеметовское                             | сельское поселение             | 467,69                    | →9232     |
| Лозовское                               | сельское поселение             | 166,78                    | ↘6464     |
| Васильевское                            | сельское поселение             | 184,69                    | ↘3406     |
| ВСЕГО                                   | ВСЕГО                          | 1357,26                   | 210 477   |